# Branchiura
Branchiura (carrapatos-do-mar ou piolho-de-peixe) é uma subclasse de Crustacea, pertencente ao filo Arthropoda. É constituída por 157 espécies de ectoparasitas que parasitam principalmente peixes, e ocasionalmente anfíbios e alguns invertebrados. Este grupo é constituído por uma única família Argulidae e possui quatro gêneros descritos, Argulus (Müller, 1785), Chonopeltis (Thiele, 1900), Dipteropeltis (Calman, 1912), and Dolops (Audouin, 1837). A maior diversidade destes animais, em gêneros e espécies, encontra-se nas regiões Afro tropical e Neotropical. São mais abundantes em água doce que em águas salgadas.

## Morfologia

### Morfologia externa
Com tamanho corpóreo variando entre 4 e 30 mm e comprimidos dorsoventralmente, estes crustáceos apresentam uma carapaça de formato variado, mais comumente redonda ou oval, que recobre dorsalmente a maior parte de seu corpo. Apresentam divisão corporal (tagmose) clássica de crustacea, cabeça, tórax e abdômen.

#### Cabeça e Estruturas Cefálicas

##### Discos de Sucção
Em indivíduos adultos de três dos quatro gêneros (Argulus. Chonopeltis e Dipteropeltis) há um par de discos de sucção, que são estruturas originadas a partir de modificações da maxílula durante a fase larval, sendo completadas geralmente entre a quinta e a sexta muda, ou estágio larval, sendo que no sexto há apenas vestígios da estrutura original em forma de gancho. Em Dolops, a estrutura de gancho se mantém na fase adulta.

##### Peças bucais.
As peças bucais destes invertebrados são extremamente modificadas para a atividade de parasitismo. Na região ventral média da cabeça há uma formação semelhante a um tubo, que se convencionou chamar de probóscide. Inicialmente acreditava-se que essa estrutura era formada por uma modificação de duas maxilas, mas com estudos de anatomia e dissecção feitos por Gobben (1908) e Martin (1932) foi demonstrado que não a presença desses apêndices, e que a probóscide origina-se a partir do lábio inferior. Martin também apontou a formação de espinhos ocos nessas estruturas, que chamou de Espinhos Labiais. A cavidade Bucal se desenvolve a partir de segmentos basais das mandíbulas, e dos lábios inferior e superior, sendo que os lábios formam as paredes ventral e dorsal da cavidade e a mandíbula forma as paredes laterais da cavidade. O par de apêndices entre as mandíbulas e o primeiro par de pernas natatória, apresenta glândulas excretoras em sua base e se localiza anteriormente ao sulco que separa a cabeça e o tórax, e por isso, aliado ao fato que nenhuma maxila nunca foi encontrada na probóscide, esse par de apêndices chamado de maxila.

##### Espinho pré-oral
Há também a presença de uma estrutura chamada Espinho pré-oral, que se posiciona na linha médio-ventral do corpo, anterior ao tubo bucal. Na base desse espinho há uma grande bainha eversível, e quando retraída virtualmente desaparece para dentro do corpo do animal. Os músculos da bainha atingem 25% do tamanho original quando neste estado. Evidencias indicam presença de glândulas de veneno associadas a esse espinho em algumas especies.

##### Olhos e Antenas
Apresenta antenas e antênulas reduzidas e modificadas, podendo as primeiras estar ausentes. Quando presentes, as antenas, assim como as antênulas, apresentam ganchos que auxiliam a fixação. Dois Olhos Compostos, normalmente separados por uma elevação na região cefálica da carapaça. Posterior a eles, há presença de um a três olhos náuplios presentes.

#### Tórax e Abdômen.
O tórax é formado por 4 segmentos, cada um com um par de apêndices birremes com função natatória. Há também, em indivíduos adultos, modificações sexuais secundárias nos apêndices torácicos, algum deles apontando dimorfismo sexual.
O Abdômen é não segmentado, Bilobado na porção posterior, onde o ânus se encontra em um ponto entre os dois lobos. No Abdômen também estão presentes algumas estruturas reprodutivas, como testículos e, em alguns gêneros, espermatecas.

### Morfologia interna.

#### Intestino Anterior
O intestino anterior pode ser dividido em 4 regiões histomorfologicamente diferentes, A cavidade pré-oral, o esôfago ascendente, o esôfago horizontal e o Canal do esôfago. A cavidade pré-oral está alojada dentro da probóscide e é também onde se localiza as mandíbulas, que se projetam nas paredes laterais para dentro do lúmen e não há músculos envolvendo essa porção do trato digestivo. O Esôfago Ascendente, que passa por dentro do anel nervoso circumesofágico, apresenta um lúmen em formato de H, com fibras longitudinais recobrindo a porção exterior do epitélio, assim como músculo constritor. O Esôfago horizontal tem o lúmen em formato de estrela e atravessa o corpo paralelamente à parede médio-dorsal, desembocando no intestino médio. O Canal do intestino é a porção do intestino Anterior interna ao intestino médio, formada por uma dupla parede de células com revestimento de cutícula e entre ela há também fibras musculares.

#### Intestino médio
O intestino médio pode ser dividido em duas porções: anterior e posterior e se encontra acima da dos Gânglios subesofágico e torácico. É recoberto por vilosidades muito marcantes, que indica que é uma área fortemente absortiva. Dependendo do estágio de maturação sexual, a presença de ovos ou o desenvolvimento da vesícula seminal invadindo o espaço da hematocele ao redor do intestino médio, modifica o formato de ambas as porções. Uma fina camada de uma musculatura circular recobre o intestino médio anterior. A porção posterior é recoberta por fibras em formato de S que regula o fluxo de comida que entra no intestino posterior e previne refluxo para o anterior.

#### Intestino posterior
Pode ser dividido também em 3 partes sendo uma torácica, uma anterior abdominal e uma posterior abdominal, sendo a última a maior, percorrendo dos lobos abdominais até a abertura do ânus. Ambas regiões, torácica e anterior abdominal, apresentam musculatura circular e podem ser completamente obstruídos com a contração da musculatura.

## Hábitos e Comportamentos
Apresenta Hábito alimentar obrigatoriamente parasita, se alocando próximos as branqueias, olhos e, em outros casos, preferencialmente em regiões com menor turbulência. Se alimentam de sangue, muco e demais líquidos tissulares do corpo do hospedeiro. A despeito de seu hábito parasita obrigatório, esses crustáceos mantém a habilidade de nadar durante toda sua vida e costuma passar grandes períodos longe de um hospedeiro.Assim, eles desenvolveram mecanismos, não apenas morfológicos, para poder exercer eficientemente ambos os estilos de vida. Mas transitar entre esses dois Hábitos também gera alguns desafios para esses pequenos animais. Problemas como dispersão dos indivíduos, seja pela corrente de água ou por sua própria atividade, podem ser causados pelo hábito de natação, podendo comprometer assim o encontro de parceiros para cópula e de hospedeiros, afetando fortemente o sucesso reprodutivos desses organismos. Dentre os mecanismos observados nesses crustáceos estão a constante movimentação dos machos, procurando parceiros e trocando de hospedeiros. A produção de feromônios pelas fêmeas promovendo a agregação dos indivíduos. Essa constante movimentação dos acontece em troca de um grande gasto de energia de energia e uma risco e consequentemente maior mortalidade dos machos, isso estaria relacionado ao menor tamanho e a menor abundancia dos machos em relação as fêmeas. Foi observado também algum nível de controle comportamental dos parasitas sobre os hospedeiros, para induzir a agregação desses peixes. O nível de complexidade dos ciclos de vida também é um fator importante, passando por um padrão mais simples, onde envolve poucos hospedeiros e um numero baixo de interações, podendo chegar a padrões muito complexos, envolvendo um número enorme de hospedeiros, até mesmo de diversas espécies e um número grande de interações, que aumentam a chance de encontrar parceiros e de variação genética. Existe também uma grande fidelidade ao habitat das espécies de Branchiuras, expressa não apenas pela seletividade da área de deposição dos ovos, mas também na preferência por espécies dos certas especies de peixes como hospedeiros e o ambiente ao qual eles habitam. Essas características morfológicas, fisiológicas e comportamentais fazem destes parasitas muito competentes em se reproduzir, principalmente em espaços confinados com grande densidade de peixes como em aquários e aquiculturas, causando grandes estragos as produções, sendo um potencial vetor de doenças.

## Reprodução
Os Branchiuras são dioicos, ou seja, apresentam dois sexos definidos em indivíduos distintos. As fêmeas costumam ser maiores e apresentam gonóporo na quarta perna torácica, enquanto os machos apresentam o gonóporo na região médio ventral no último segmento torácico. Os ovos podem ser encontrados no tórax das fêmeas adultas, e em algumas espécies podem estar também em lobos da carapaça. No abdômen das fêmeas de Argulus, Chonopeltis e Dipteropeltis há um par de espermatecas, para guardar os gametas do parceiro, enquanto em dolops a transferência é feita por espermatóforos. A cópula acontece no hospedeiro, mas a fêmea deixa-o para colocar os ovos num menos turbulento.

## Filogenia

### Histórico
Apesar de ser um clado pequeno, os branchiura são animais conhecidos por nós a um bom tempo. O Nome Branchiura foi dado por Thorell em 1864, mas os Argulides já eram conhecidos muito antes disso. A espécie A. Foliaceus foi descrito por Linné em 1758 como Monoculus foliaceus. Thorell não concordava com a posição dos gêneros Argulus e Gyropeltis (Dolops) proposta por Kroyer (1863) e Heller (1857), que colocavam ambos os grupos juntamente com copépodes. Mesmo com a proposta de Thorell apresentada, os dois gêneros foram mantidos na subclasse dos copépodes para grande parte dos autores até o seculo XX. Thiele (1904) Identificou o par apêndices entre a mandíbula e o primeiro de pernas torácicas como maxilas e não foi capaz de encontrar nenhum vestígio de maxila na probóscide, então concluiu que Branchiura não poderia fazer parte de Copepoda e que deveria ser classificado como subclasse de Maxilópode. Martin (1932) chegou às mesmas conclusões em seus estudo. Mas apenas com Ringuelet (1943) que Branchiura foi formalmente retirado de Copepoda e com Brian(1947) elevado ao táxon de subclasse.

### Classificação Atual
- Subclasse Branchiura (Thorell 1863) (1 Ordem, 1 Família, 4 Gen, 157 ssp.)
  -     - Ordem Arguloida (Rafinesque 1815) (1 Família, 4 Gen, 113 ssp.)
      - Família Argulidae (Leach 1819) ( 4 Gen, 157 ssp.)
        - Gênero Argulus (Müller, 1785) (129 ssp.)
        - Gênero Dolops (Audouin, 1837) (13 ssp.)
        - Gênero Dipteropeltis (Calman, 1912) (1 ssp.)
        - Gênero Chonopeltis (Thiele, 1900) (14 ssp.)